# نوتچیتوون (اکلاهما)
نوتچیتوون(به انگلیسی: Notchietown) شهری در ایالت اکلاهما کشور ایالات متحده آمریکا است که جمعیت آن در سرشماری سال ۲۰۱۰ میلادی، ۳۷۳ نفر بوده‌است.